# Протопопов, Виктор Павлович
Виктор Павлович Протопопов (10 [22] октября 1880, село Юрки, Кобелякский уезд, Полтавская губерния, Российская империя — 30 ноября 1957, Киев, УССР, СССР) — советский психиатр и педагог, академик АН УССР.

## Биография
Родился в селе Юрки Хорешковской волости Кобелякского уезда Полтавской губернии (ныне Козельщинский район, Полтавская область, Украина).
В 1906 году окончил в Санкт-Петербурге Военно-медицинскую академию, продолжив работу на кафедре психиатрии под руководством В. М. Бехтерева.
В 1909 году защитил докторскую диссертацию «Про соединённо-двигательные реакции на звуковые раздражители».
С 1911 по 1921 год продолжал работать с Владимиром Михайловичем Бехтеревым на должности приват-доцента в его клинической лаборатории.
С 1921 года — профессор кафедры психиатрии Пермского университета.
В 1923 году назначен главой кафедры психиатрии Харьковского медицинского института. В 1935 стал членом Украинской академии наук.
С 1944 — руководитель кафедры психиатрии Клинического института Киевского союза врачей (нынешняя Киевская медицинская академия последипломного образования им. П. Л. Шупика).
Умер 29 ноября 1957 года. Похоронен в Киеве на Байковом кладбище.

## Награды
- Орден Трудового Красного Знамени (2 октября 1944) — за выдающиеся заслуги в области развития советской науки, культуры и техники, за воспитание высококвалифицированных кадров научных работников, в связи с 25-летием со основания Академии Наук УССР
- Орден Ленина
- Орден Ленина

## Вклад в развитие психиатрии
Воспитанник патофизиологической школы В. М. Бехтерева. Основал патофизиологическую школу в советской психиатрии. Разработал оригинальные методики исследования высшей нервной деятельности, описал симпатикотонический синдром при маниакально-депрессивном психозе (Триада Протопопова). Ввел в практику терапию сном, методики дезинтоксикационной терапии, диетотерапии. Много сделал для послевоенного восстановления учреждений психиатрии на Украине. Автор 160 научных работ, в том числе 5 монографий. Научное направление — патофизиология психозов. Под его руководством выполнены 5 докторских и 5 кандидатских диссертаций. Наиболее известные ученики — проф. И. А. Полищук, Е. А. Рушкевич, П. В. Бирюкович.

## Триада Протопопова
Триада Протопопова, также называемая «Синдром Протопопова» — комплекс симпатико-тонических симптомов при маниакально-депрессивном психозе: тахикардия, расширенные зрачки, запоры.

## Публикации
- Протопопов В. П. Соматический синдром, наблюдаемый в течение маниакально-депрессивного психоза. // Научная медицина. — 1920. — № 7. — С. 721—749.
- Протопопов В. П. Цель и задачи, выполнению которых я посвятил свою жизнь // Протопопов В. П. Избранные труды. — Киев: АН УССР, 1961. — С. 533—536
- «О сочинительной двигательной реакции на звуковые раздражения» (1909)
- «Менструальные расстройства при маниакально-депрессивном психозе» (1919)
- «Соматический синдром, наблюдаемый в течение маниакально-депрессивного психоза» (1920)
- «Объективный метод изучения поведения человека и высших животных» (1924)
- «Условия образования моторных навыков и их физиологическая характеристика» (1935)
- «К вопросу об организации терапии психозов» (1935)
- «Принципы и методы охранительной терапии»(1937)
- «Патофизиологические особенности в деятельности центральной нервной системы при шизофрении» (1938)
- «Патофизиологические основы рациональной терапии шизофрении» (1946)
- «Состояние и пути дальнейшего развития на Украине учения И. П. Павлова о физиологии и патологии высшей нервной деятельности» (1950)
- «Образование моторных навыков у животных по методу „стимул-преграда“» (1950)
- «Процессы отвлечения и обобщения (абстракции) у животных и человека» (1950)
- «Итоги работ в области психиатрии, физиологии и патологии высшей нервной деятельности, проведённые нами за последние 20 лет» (1953)
- «Обмен веществ при маниакально-депрессивном психозе, терапия и профилактика этого психоза» (1955)
- «Проблема маниакально-депрессивного психоза» (1957)